# Mensaje de texto

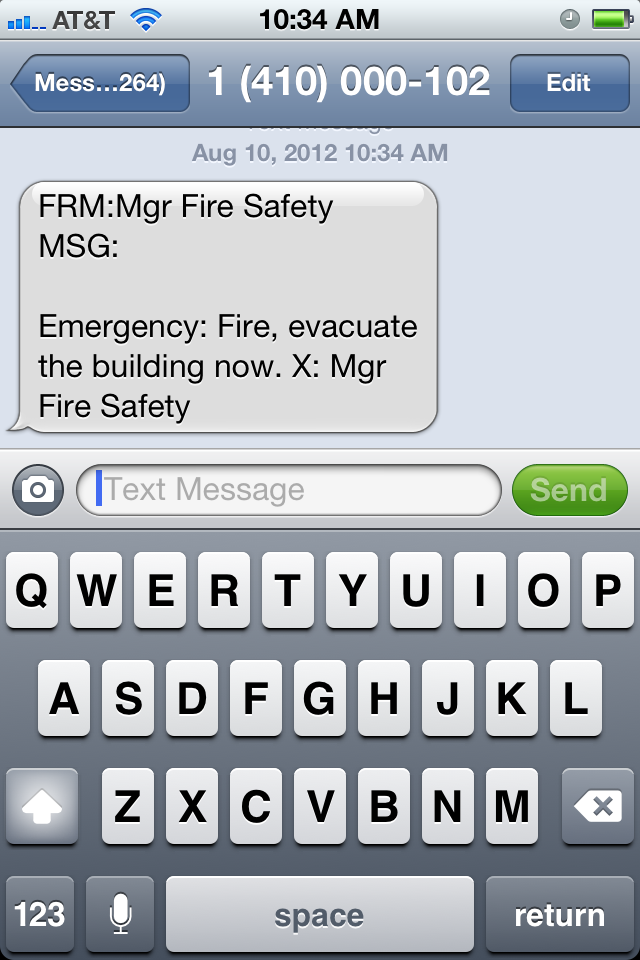
Un mensaje de texto como aparece en la pantalla de exhibición de un iPhone antes de iOS 4.

Mensaje de texto, o texto, es el acto de componer y enviar mensajes electrónicos, típicamente constando de caracteres alfabéticos y numéricos, entre dos o más usuarios de dispositivos móviles, portátiles, u otro tipo de ordenador compatible. Los mensajes de texto pueden ser enviados sobre una red celular, o también pueden ser enviados vía una conexión de Internet.
El término originalmente referido a los mensajes enviados era utilizar el Servicio de Mensaje Corto (SMS). Se desarrolló más allá del texto alfanumérico para incluir mensajes multimedia (conocidos como MMS) conteniendo imágenes digitales, vídeos, y contenido de sonido, así como ideogramas conocidos como emojis.
Los mensajes de texto son utilizados por personas, familia, negocio y propósitos sociales. Organizaciones gubernamentales y no gubernamentales usan mensajes de texto para comunicación entre colegas. En el 2010, el envío de mensajes informales cortos se convirtió en una parte aceptada de muchas culturas, como sucedió anteriormente con el correo electrónico. Esto hace que los SMS sean una manera rápida y fácil para comunicarse con amigos, familia y colegas, incluyendo en contextos donde una llamada sería grosera o inapropiada (por ejemplo, llamando muy tarde en la noche o cuándo uno sabe que la otra persona esta ocupada con la familia o actividades de trabajo). Como el correo electrónico, el correo de voz y a diferencia de las llamadas en qué la persona que espera hablar directamente con el destinatario, los SMS no requieren que el emisor y el destinatario estén libres en el mismo momento; esto permite la comunicación incluso entre personas ocupadas. Los mensajes de texto también pueden interaccionar con sistemas automáticos, por ejemplo, para ordenar productos o servicios de sitios web de comercios electrónicos, o para participar en concursos en línea. Los anunciantes y proveedores de servicios utilizan marketing de texto directo para enviar mensajes a usuarios móviles sobre promociones, fechas previstas de pagos y otras notificaciones en vez de utilizar el correo postal, correo electrónico, o buzón de voz.

## Terminología
El servicio está referido a diferentes coloquialismos según la región. Sencillamente puede ser referido como "texto" en América del Norte, el Reino Unido, Australia, Nueva Zelanda y las Filipinas, un "SMS" en la mayoría de Europa continental, o un "MMS" o "SMS" en el Oriente Medio, África, y Asia. El remitente de un mensaje de texto es generalmente conocido como "texter".

## Historia
Los sistemas de telégrafo eléctricos, desarrollados en el siglo XIX temprano, utilizaron señales eléctricas sencillas para enviar mensajes de texto. A fines del siglo XIX, la telegrafía inalámbrica fue desarrollada utilizando ondas radiofónicas.
En 1933, el alemán Reichspost (Reich servicio postal) introdujo el primer servicio "telex" (dispositivo telegráfico de transmisión de datos).
La Universidad de Hawái empezó a utilizar la radio para enviar información digital en el año 1971 utilizando ALOHAnet. Friedhelm Hillebrand conceptualizó el SMS en 1984 mientras trabajaba para Deutsche Telekom. Sentando frente a una máquina de escribir en su casa, Hillebrand escribió frases aleatorias y contó cada letra, número, puntuación, y espacio. Casi siempre los mensajes contenían menos que 160 caracteres, sentando la base para el límite que uno podía escribir vía mensaje de texto. Con Bernard Ghillebaert de Francia Télécom, se desarrolló una propuesta para el GSM (Groupe Spécial Móvil) en febrero de 1985, en Oslo. La primera solución técnica evolucionó en un GSM subgrupo bajo la jefatura de Finn Trosby. Se desarrolló aún más bajo la jefatura de Kevin Holley e Ian Harris (ver Servicio de Mensaje Corto). El SMS forma parte integral de SS7 (Sistema de señalización número 7). Bajo SS7, es un "estado " con datos de 160 caracteres, codificado en el formato de texto ITU-T "T.56", que tiene una ventaja de secuencia para determinar diferentes códigos de idiomas, y puede tener códigos de carácter especial que permiten por ejemplo el envío sencillo de gráficos como texto. Esto era parte de ISDN (Servicios Integrados Red Digital) y dado que GSM está basado en esto llegó al teléfono celular. Los mensajes podían ser enviados y recibidos en teléfonos ISDN, y estos podían ser enviados por SMS a cualquier teléfono GSM. La posibilidad de hacer algo es una cosa, implementarlo es otra, pero los sistemas existieron desde 1988, aquellos mensajes de SMS enviados a teléfonos celulares (compara ND-NOTIS).  
El SMS fue utilizado por primera vez el 3 de diciembre de 1992, cuándo Neil Papworth, de 22 años ingeniero en una prueba   para Sema Grupo en el Reino Unido (ahora Airwide Soluciones), utilizó un ordenador personal para enviar Feliz Navidad de mensaje "del texto" vía el Vodafone al teléfono de Richard Jarvis, quien estaba en una fiesta en Newbury, Berkshire, la cual había sido organizada para celebrar el acontecimiento.El mensaje de texto SMS moderno llega normalmente de un teléfono celular a otro. La compañía findanlesa Radiolinja se convirtió en la primera red en ofrecer el servicio comercial - de mensajes de texto SMS en 1994. Cuándo el competidor nacional de Radiolinja de uso doméstico, Telecom Finlandia (ahora parte de TeliaSonera) también lanzó el mensaje de texto SMS en el año 1995 y dos servicios de red ofrecieron funcionalidad SMS cross-network, Finlandia se volvió la primera nación donde el envío de mensajes de texto fue ofrecido de forma competitiva además de comercial. El GSM fue permitido en los Estados Unidos y las frecuencias radiofónicas fueron bloqueadas y otorgadas a transportistas para utilizar esa tecnología. Por lo tanto, no hay ningún "desarrollo" en los EE. UU. en servicio de mensajería móvil. El GSM en los EE. UU. tenía que utilizar una frecuencia destinada para los servicios de comunicación privada (PCS) a los que el ITU había bloqueado paraTelecomunicaciones Inalámbricas Mejoradas Digitalmente la frecuencia de régimen gama de 1000 pies picocell, pero sobrevivió. Comunicaciones Personales americanas (APC), fue la portadora del primer servicio de mensajería de texto en los Estados Unidos. Sprint Telecommunications Venture , una sociedad de Sprint Corp. y tres grandes compañías de televisión cable, tenían el 49 por ciento de APC. La Corporación Sprint era la mayor compradora individual de una subasta realizada por el gobierno que reunió $7.7 mil millones en 2005 para licencias PCS. APC operó bajo el nombre de la marca Sprint Spectrum y lanzó su servicio el 15 de noviembre de 1995 en Washington D. C. y en Baltimore, Maryland. El Vicepresidente Al Gore en Washington D. C. hizo la llamada inicial para lanzar la red, llamando al Alcalde Kurt Schmoke en Baltimore.  
El uso inicial de los mensajes de texto fue lento, los clientes enviaron solo 0.4 mensajes por mes por GSM en el año 1995. Esto fue porque los operadores tardaron en emplear sistemas de cobro para suscriptores prepago y eliminar el fraude de facturación tras cambiar la configuración de SMS en teléfonos individuales para usar los SMS de otros operadores. Con el tiempo, este problema se eliminó mediante la facturación conmutada en lugar de la facturación en el SMSC y por las nuevas características dentro de los SMSC para permitir el bloqueo de usuarios móviles extranjeros que envían mensajes a través de él. SMS está disponible en una amplia gama de redes, incluidas las redes 3G. Sin embargo, no todos los sistemas de mensajes de texto usan SMS. Algunas implementaciones alternativas notables del concepto incluyen SkyMail de J-Phone y Short Mail de NTT Docomo, ambas en Japón.
La mensajería de correo electrónico desde teléfonos, popularizada por el modo i de NTT Docomo y el BlackBerry RIM, también suele utilizar protocolos de correo estándar como SMTP sobre TCP / IP. A partir de 2007, la mensajería de texto era el servicio de datos móviles más utilizado, con el 74% de todos los usuarios de teléfonos móviles en todo el mundo, o 2.400 millones de los 3.300 millones de suscriptores, a finales de 2007 eran usuarios activos del Servicio de mensajes cortos. En países como Finlandia, Suecia y Noruega, más del 85% de la población usa SMS. El promedio europeo es de aproximadamente el 80%, y América del Norte se está poniendo rápidamente al día con más del 60% de usuarios activos de SMS a fines de 2008. El mayor uso promedio del servicio por parte de los suscriptores de teléfonos móviles ocurre en Filipinas, con un promedio de 27 mensajes de texto enviados por día por suscriptor.